# Laurie Samuelson
Laurie Samuelson (1955) è una triatleta statunitense.

## Carriera
È nota per aver vinto la medaglia di bronzo nella prima rassegna mondiale di triathlon svoltasi ad Avignone (Francia) nel 1989 con un tempo di 2:12:48, alle spalle della campionessa neozelandese Erin Baker (2:10:00) e della connazionale Jan Ripple (2:10:32).
Nel 1989 si classifica 9º assoluta, con un tempo di 2:05:57, ai campionati statunitensi di triathlon a Chicago, vinti da Jan Ripple con un tempo di 1:59:39.
Nel 1990 ai campionati nazionali statunitensi di Cleveland, vinti da Karen Smyers con un tempo di 1:50:57, si classifica 5º assoluta con un tempo di 1:52:53, dietro alla neocampionessa e a Joy Hansen (1:51:33), Colleen Cannon (1:52:14) e Jan Ripple (1:52:43). Ai mondiali di Orlando dello stesso anno arriva 6º assoluta, lontana dalla zona podio - podio composto da Karen Smyers (1° assoluta), Carol Montgomery (2° assoluta) e Joy Hansen (3° assoluta).
L'anno successivo nella rassegna nazionale che si è svolta sempre a Cleveland e che è stata vinta nuovamente da Karen Smyers (1:54:53) davanti a Joy Hansen (1:57:45), si classifica nuovamente 5° assoluta con un tempo totale di 1:58:54.